# 안동 청원루
안동 청원루(安東 淸遠樓)는 경상북도 안동시 풍산읍 소산리에 있는, 조선시대의 건축물이다.
1985년 10월 15일 경상북도의 유형문화재 제199호로 지정되었으며, 2019년 12월 30일 대한민국의 보물 제2050호로 지정되었다.

## 개요
조선 중종 때 김번 선생이 여생을 보내기 위해 지은 집이다. 그 후 100여 년이 지난 1646년(인조 23년)에 청음 김상헌 선생이 누각으로 다시 지었다.
김상헌은 1636년 병자호란 때 인조가 굴욕적으로 굴복하는 것을 매우 반대한 척화주전론의 우두머리로, 청군의 지원병 요청에 반대하는 상소를 올렸다가 청나라에서 6년 동안 옥살이를 했다. 풀려난 뒤 이 누각을 지었는데, 이름도 청나라를 멀리한다는 뜻으로 '청원루'라 했다.
원래 2채의 건물로 41칸이나 되었으나 1934년 한채가 홍수로 허물어져 현재 앞면 7칸짜리의 건물만 남아 있다. '안동 김씨 소산종회'라는 현판이 붙어있다.

## 보물 지정 사유
안동 청원루는 1618년경 김상헌에 의해 본향인 풍산의 소산마을에 지금과 같은 모습으로 건립되었다. 김상헌은 청서파의 영수로 조선 유학에 미친 영향이 대단한 인물이며 병자호란 때에는 청에 항복하기를 끝까지 반대하다가 청나라에 끌려가 갖은 곤욕을 치르다가 참형에 처해 진 윤집, 홍익한, 오달제와 함께 삼학사에 해당하는 인물이다. 이처럼 청원루는 1618년경에 김상헌이 지은 것으로 시대와 지은이가 거의 분명하고 지은 사람이 조선후기 사회에 지대한 영향력을 미친 청서파의 영수라는 역사적 인물이라는 점에서 역사성을 읽을 수 있다.
청원루의 평면구성을 보면 좌우대칭으로 노론 유학자의 권위성도 표현하였지만 좌우 전면으로 누마루를 달아내고 칸살을 달리하면서까지 누마루를 강조하였다. 이것은 제사와 살림보다는 조선 초기 접객중심의 가옥구성형식을 반영한 것이라고 볼 수 있다. 또한 경상도 지역에서 'ㄷ'자 평면의 별서건물도 드물지만 정자로서도 매우 희귀하다.
17세기 재지사족의 생활행태가 건물에 고스란히 남아 있는 경우도 거의 없는 실정에서 청원루는 드물게 재지사족의 건축형태를 볼 수 있는 시대성과 계층성이 반영된 건물로 학술적 가치가 매우 뛰어나다.
청원루의 건축적 특성은 인방, 벽선 등 수장폭으로 결정되는 부재들이 예외적으로 굵고 넓게 사용하였고, 이런 부재들에 장식이 거의 없으며 곡선보다는 직선을 강조한 건축적 조형성이다. 특히 지붕이 보통 건물의 앙곡보다 약하고 안허리곡은 거의 없을 정도로 지붕선이 직선적이다.
따라서 청원루는 17세기 재지사족의 건축적 특징이 잘 드러난 건축이라는 측면 하나로도 역사적, 학술적 가치가 있으며, 게다가 난간과 머름을 포함하여 장식이 극히 배제된 전반적인 건축의 조형성이 강직한 선비의 성품을 잘 드러내고 있어서 인문적인 요인이 어떻게 조형적으로 표현될 수 있는지를 보여주는 사례라고 할 수 있다. 17세기 중창 때의 모습이 비교적 잘 보존되어 있고 건물의 전체 구성이 같은 맥락으로 이어져 있어서 완전성을 갖추고 있다. 이러한 문화재적 가치를 인정받아 1985년에 경상북도 유형문화재로, 2019년에 대한민국 보물로 지정되었다.

## 주해
1. ↑  앙곡(昂曲)은 입면에서 볼 때 양쪽 추녀 쪽이 치켜 올라간 처마 곡선을 말한다.
2. ↑  안허리곡은 위에서 볼 때 추녀 쪽이 빠져나간 처마 곡선
3. ↑  머름이란 바람을 막거나 모양을 내기 위하여 미닫이 문지방 아래나 벽 아래 중방에 대는 널 조각을 말한다.

## 참고 문헌
- 안동 청원루 - 국가유산청 국가유산포털